# ファビュラス・ハドソン・ホーネット

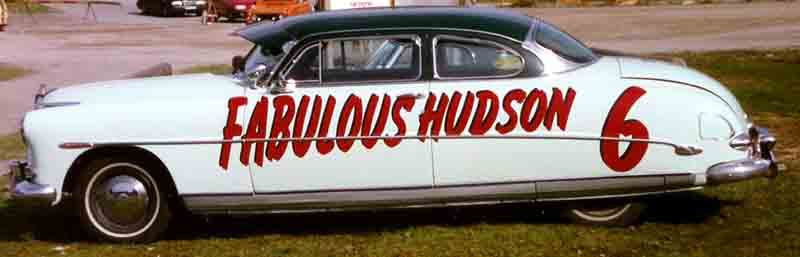

ファビュラス・ハドソン・ホーネット(Fabulous Hudson Hornet)は有名なNASCARグランドナショナル(現在はスプリントカップシリーズ)やAAA(American Automobile Association)で活躍したストックカー。ハドソン・モーター・カー・カンパニーが生産した。この車のハンドルを握ったマーシャル・ティーグ(Marshall Teague)とハーブ・トマス(Herb Thomas)がファビュラス・ハドソン・ホーネットと名づけた。

## マーシャル・ティーグ
マーシャル・ティーグは1951年と1952年の各シーズンに自身のファビュラス・ハドソン・ホーネットに乗った。ティーグはミシガンまで出向き、ハドソンの工場を訪れた。アポイントはとらずに。この訪問によりハドソンが自動車提供と会社としてのサポートをおこなってくれることになった。ティーグは直列6気筒エンジンを載せたハドソン・ホーネットのチューニングをハドソン社とともにおこなった。ティーグは自身のハドソン・ホーネットをファビュラス・ハドソン・ホーネットと名付けた。（モノコックボディで）軽量で低重心となったおかげで、ティーグを筆頭にハドソンのドライバーたちは、1951年から1954年にかけてのさまざまなストックカーレースで主導権を握った。他のレースカーはもっと大きなエンジンでもっと先進的なエンジンだったが、かなわなかった。ティーグは彼のチームメンバースモーキー・ユニックとともに主要なストックカーレースで34戦27勝をあげた（NASCARでの7戦を含む）。ティーグは1952年シーズン中にNASCARオーナーのBill France, Sr.とのいさかいのためNASCARを離れている。
ティーグは、ファビュラス・ハドソン・ホーネットに乗り、1951年のAAAストックカードライバーオブザイヤー、1952年と1954年のAAAナショナルストックカーチャンピオンとなっている。
ミシガン州イプシランティにあるイプシランティ自動車歴史博物館でフルリストアされオリジナルの状態を保っているファビュラス・ハドソン・ホーネットを見ることができる。

## ハーブ・トマス

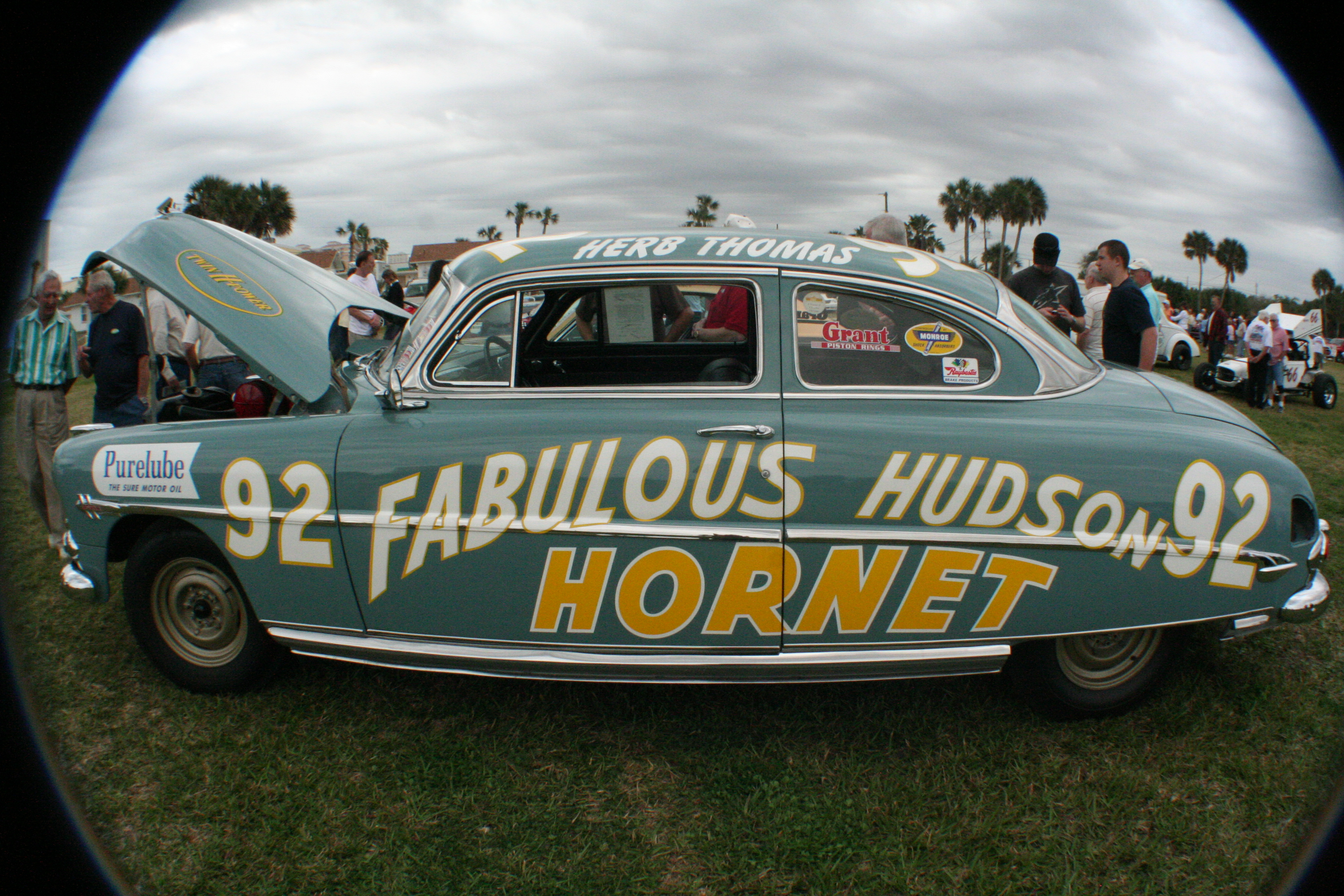
Herb Thomas' #92 Fabulous Hudson Hornet

ハーブ・トマスは1951年NASCARグランドナショナルのシーズンにプリムスに乗りある程度の勝利を収めていた(1勝のみオールズモビルでのもの)。シーズン半ばでファビュラス・ハドソン・ホーネットに乗り換え、1951年チャンピオンシップで優勝した。
1953年NASCARグランドナショナルはトマスのものだった。シリーズの主要12レースで優勝し、結果、初の2シリーズ連続チャンピオンとなった。

## 遺産
ハドソンは1954年にナッシュ＝ケルビネーター・コーポレーションと合併しアメリカン・モーターズ・コーポレーションとなった。販売の落ち込みが常態化し、ハドソン名は1957年で終了となった。ホーネットという名称はAMCでも1970年から1977年にコンパクトセダンに使われた。AMCはTrans-Am SeriesでAMC Javelinを、NASCARではAMC Matadorを使いレースに挑んだ。Trans-Am Seriesの成績は好調で、再び新型ファストバッククーペでNASCARに挑んだ。

## カーズ(2006)

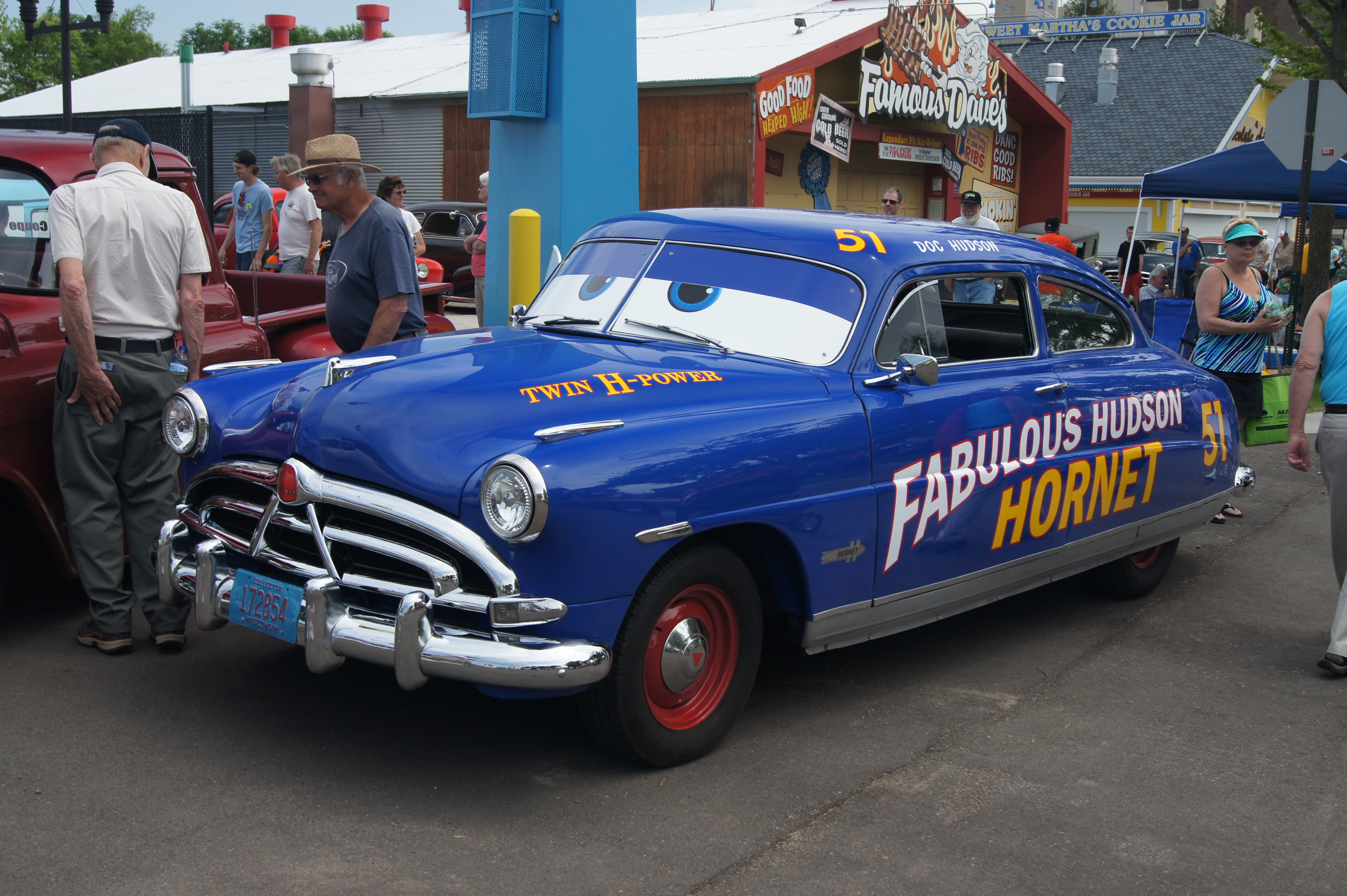
ドック・ハドソン

2006年に製作されたCGアニメーション映画「カーズ」は、ルート66沿いの忘れられた街、ラジエーター・スプリングスに迷い込んだ若く生意気なホットショットレースカー、ライトニング・マックィーンの物語である。街の判事兼医者がドック・ハドソン。実はかつての伝説のレーサー、ファビュラス・ハドソン・ホーネットであり、マックイーンを諭し導く存在となる。
その行く末は異なるが、本物のホーネットと同様ドック・ハドソンは多くの記録を保持し、また、ナンバーも同じ51である。
声優はポール・ニューマン。日本語吹き替え声優は浦山迅。
最後の出演は短編の「メーターと恐怖の火の玉」であり、「カーズ・トゥーン メーターの世界作り話シリーズ」では未登場。「カーズ2」以降の長編作品では、2008年のポール・ニューマンの死去に伴い、映画内でもドック・ハドソンはこの世を去ったという設定になっている。「カーズ/クロスロード」においては回想シーンで登場し、セリフもニューマンが生前に残していた音声が使用されている。

## External links
- Teague's Biography
- Ypsilanti Auto Heritage Museum